# Indywidualne Mistrzostwa Wielkiej Brytanii na Żużlu 1996
Indywidualne mistrzostwa Wielkiej Brytanii na żużlu – cykl turniejów żużlowych mających wyłonić najlepszych żużlowców brytyjskich w 1996 roku. Tytuł wywalczył Joe Screen z Bradford Dukes. 

## Finał
- 28 kwietnia 1996 r. (niedziela),  Coventry

| Msc. | Zawodnik        | Klub                   | Pkt  |  |  |
| ---- | --------------- | ---------------------- | ---- |  |  |
| 1    | Joe Screen      | Bradford Dukes         | 14+3 |  |  |
| 2    | Chris Louis     | Ipswich Witches        | 12+2 |  |  |
| 3    | Carl Stonehewer | Long Eaton Invaders    | 11+1 |  |  |
| 4    | Kelvin Tatum    | Poole Pirates          | 10+0 |  |  |
| 5    | Andy Smith      | bez klubu angielskiego | 8+3  |  |  |
| 6    | Gary Havelock   | Bradford Dukes         | 9+2  |  |  |
| 7    | David Walsh     |                        | 8+1  |  |  |
| 8    | Ray Morton      |                        | 8+0  |  |  |
| 9    | David Norris    | Eastbourne Eagles      | 6+3  |  |  |
| 10   | Simon Cross     | Coventry Bees          | 8+2  |  |  |
| 11   | Ben Howe        |                        | 7+1  |  |  |
| 12   | David Mullett   |                        | 6+0  |  |  |
| 13   | Neil Collins    | Belle Vue Aces         | 5    |  |  |
| 14   | Alun Rossiter   | Exeter Falcons         | 4    |  |  |
| 15   | Paul Thorp      | Hull Vikings           | 3    |  |  |
| 16   | James Grieves   |                        | 1    |  |  |
|      | Martin Dugard   | Eastbourne Eagles      |      |  |  |
|      | Mark Loram      | Exeter Falcons         |      |  |  |
|      | Paul Hurry      | London Lions           |      |  |  |